# NGC 2848
NGC 2848 é uma galáxia espiral barrada (SBc) localizada na direcção da constelação de Hydra. Possui uma declinação de -16° 31' 32" e uma ascensão recta de 9 horas, 20 minutos e 09,8 segundos.
A galáxia NGC 2848 foi descoberta em 31 de Dezembro de 1785 por William Herschel.